# Йохан II (Бавария)
Йохан II (на немски: Johann II; * 1341; † между 14 юни и 17 юли 1397) от династията на Вителсбахите, е от 1375 до 1392 г. херцог на Бавария и след подялбата на земите от 1392 г. до смъртта си херцог на Бавария-Мюнхен със столица Мюнхен.

## Биография
Той е третият син на Стефан II (херцог на Бавария) и на първата му съпруга Елизабета Сицилийска (1309 – 1349), дъщеря на крал Федериго II Сицилиански и Елеонора Анжуйска. Йохан е внук на император Лудвиг IV Баварски. Брат е на Стефан III, Фридрих и Агнес, която се омъжва за Якоб I (крал на Кипър, Йерусалим и Армения 1382 – 1398).
От 1375 до 1392 г. Йохан управлява Херцогство Бавария заедно с неговите братя Стефан III и Фридрих, и до 1378 г. с неговия на същата възраст чичо Ото V. От 1379 г. Йохан и брат му Стефан III получават годишно по 4000 гулдена обезщетение от брат им Фридрих.
След караници между братята, херцогството се разделя на 19 ноември 1392 г. Йохан получава Бавария-Мюнхен, Стефан III получава Бавария-Инголщат, a Фридрих – Бавария-Ландсхут. По това време в Бавария съществува и четвърто херцогство, Бавария-Щраубинг. Скоро след това Йохан се скарва с брат си Стефан III. След битки Йохан управлява от 1395 до 1397 г. заедно със Стефан. Едва синовете на Йохан Ернст и Вилхелм III успяват да се отделят от Стефан III и управляват сами Бавария-Мюнхен.
През 1447 г. Бавария-Инголщат и Бавария-Ландсхут се обединяват. През 1505 г. Бавария-Ландсхут попада към Бавария-Мюнхен.
Йохан II умира на 56-годишна възраст. Погребан е в църквата Фрауенкирхе в Мюнхен.

## Фамилия
Йохан II е женен от 1372 г. във втори брак за Катарина от Горица (-1391), дъщеря на Майнхард VI, граф на Горица. С нея Йохан II има двама сина и дъщеря:
- Ернст (* 1373; † 2 юли 1438, Мюнхен)
- Вилхелм III (* 1375; † 13 септември 1435, Мюнхен)
- София Баварска (* 1376; † 1425, Пресбург), омъжена на 2 май 1389 г. в Прага за крал Вацлав IV (* 1361; † 16 август 1419)

Йохан II има от Анна Пирсер извънбрачен син:
- Йохан III Грюнвалдер, кардинал и епископ на Фрайзинг (1443/48 – 1452).